# توهم کیمیاگر
«توهم کیمیاگر» (فرانسوی: L'hallucination de l'alchimiste‎) فیلمی صامت و کوتاه در ژانر ترسناک به کارگردانی ژرژ ملی‌یس است و محصول سینمای فرانسه  در سال ۱۸۹۷ است. در فیلم یک ستاره وجود دارد که دارای ۵ سر به شکل زن و یک چهره غول‌مانند است.